# Jedle japonská
Jedle japonská (Abies firma) je jehličnatý, značně odolný, strom z čeledi borovicovité, z rodu jedlí.

## Synonyma
- Abies bifida
- Abies thunbergii
- Abies momi

## Popis
Stálezelený, jehličnatý strom dorůstající 50 m. Koruna široce pyramidální, časem seshora zploštělá. Borka zpočátku šedá a hladká, později rozbrázděná a tmavší. Pupeny vejčité, 10 mm dlouhé a 5 mm široké, šedohnědé. Letorosty rýhované, žlutozelené. Jehlice 1,5–3,5 cm dlouhé a 2–4 mm široké, pichlavé, seshora tmavozelené, vespod šedožluté. Samčí šištice 25–30 mm dlouhé, válcovité, žlutavé. Šišky vejčitě podlouhlé až kuželovité, 8–15 cm dlouhé a 3–5 cm široké, zpočátku zelené, později žlutohnědé. Semena 6–8 mm dlouhá, světlehnědá, s 10–15 mm dlouhým, hnědým křídlem. Strom kvete duben–květen, semena dozrávají říjen–listopad.

## Výskyt
Domovinou stromu je Japonsko (ostrov Honšú, ostrov Kjúšú, souostroví Rjúkjú, ostrov Šikoku). V Evropě a v USA často pěstován jako okrasný strom.

## Ekologie
Horský strom, roste na kopcích a horách v nadmořských výškách 50–1900 m. Klima vlhké. Není náročný na světlo (roste i ve stínu) ani typ půdy, upřednostňuje půdy těžké, jílovité a vlhké, optimální pH půdy je kyselé až neutrální, ve své domovině roste v různých horských půdách sopečného původu či půdách aluviálních a půdách mesických (vlhké půdy, zadržující v sobě vodu). Je mrazuvzdorný do −23 °C. Jedle japonská nesnáší znečištění ovzduší, zato je velmi odolná vůči nepřátelům a nákazám – například vůči fytoftorové kořenové hnilobě. Strom roste většinou dohromady se stromy jiných druhů (například buk Fagus crenata, habr Carpinus laxifolia, jedle nikkoská (Abies homolepis), borovice drobnokvětá (Pinus parviflora), smrk ajanský (Picea jezoensis poddruh hondoensis) a jiné), se kterými tvoří smíšené lesy, jen málokdy tvoří samostatné lesy.

## Využití člověkem
Strom je v Japonsku využíván pro své lehké, měkké a snadno opracovatelné dřevo ve stavebnictví, vyrábí se z něj krabice a rakve, ale především dřevovina.

## Ohrožení
Strom není považován za ohrožený, stav jeho populace je ovšem klesající.